# Jean-Jacques Rousseau
Jean Jacques Rousseau (n. 28 iunie 1712, Geneva, Republica Geneva⁠(d) – d. 2 iulie 1778, Ermenonville, Picardie⁠(d), Franța) a fost un filozof elvețian, scriitor și compozitor, unul dintre cei mai iluștri gânditori ai Iluminismului. A influențat hotărâtor, alături de Voltaire și Diderot, spiritul revoluționar, principiile de drept și conștiința socială a epocii; ideile lui se regăsesc masiv în schimbările promovate de Revoluția franceză din 1789.

## Biografie

### Copilărie
Rousseau s-a născut la Geneva, care în acea vreme era un oraș-stat protestant asociat Confederației Elvețiene (acum un canton al Elveției). Încă din 1536, Geneva fusese o republică hughenotă și leagănul calvinismului. 
Tatăl său, Isaac Rousseau, și-a urmat bunicul, tatăl și frații în domeniul fabricării ceasurilor. Isaac avea, de asemenea, o educație bună și era un iubitor al muzicii. 
Mama lui Rousseau, Suzanne Bernard Rousseau, provenea dintr-o familie de înaltă clasă socială. A fost crescută de unchiul ei, Samuel Bernard și, la vârsta de 31 de ani, s-a căsătorit cu Isaac Rousseau, după ce fratele ei se căsătorise cu sora lui Isaac opt ani mai devreme.
Jean-Jacques Rousseau s-a născut la data de 28 iunie 1712 și, va povesti mai târziu: „M-am născut aproape murind, aveau puține speranțe să mă salveze”. A fost botezat pe 4 iulie 1712. Mama sa a murit de febră puerperală la nouă zile după nașterea lui.
El și fratele său mai mare, François, au fost crescuți de tatăl și de mătușa lor paternă, Suzanne. Când Rousseau avea 5 ani, tatăl său a vândut casa pe care familia o primise de la rudele mamei lui și s-au mutat din cartierul aristocrașilor într-un cartier de meșteșugari: argintari, gravori și ceasornicari. Crescut printre meșteșugari, mai târziu, Rousseau îi va compara favorabil față de cei care produceau lucrări mai estetice, considerând că cei din urmă lucrează doar pentru cei bogați și produc opere nefolositoare.
Unul dintre autorii care au avut cel mai mare efect asupra lui a fost Plutarh, iar romanul său preferat era Viețile paralele ale oamenilor iluștri, pe care obișnuia să i-o citească tatălui său în timp ce acesta făcea ceasuri. Tânărul Rousseau încerca să imite faptele nobile ale eroilor prezentați în roman, iar conversațiile cu tatăl său pe această temă i-au format spiritul republican.
Când Rousseau avea 10 ani, tatăl său, un vânător pasionat, a inițiat o dispută legală cu un proprietar de pământuri bogat, fiindcă îi încălcase proprietatea. Pentru a evita înfrângerea sigură la tribunal, s-a mutat la Nyon, luându-o cu el și pe sora sa, Suzanne, mătușa lui Rousseau. Acolo, Isaac s-a recăsătorit, iar din acel moment Jean-Jeacques l-a revăzut foarte rar. Jean-Jacques a fost lăsat în grija unchiului său matern, care l-a trimis, împreună cu fiul său, Abraham Bernard, să locuiască împreună cu un preot calvin într-un cătun de lângă Geneva. Aici, băieții au învățat noțiunile de bază ale matematicii și ale desenului. Rousseau, care a fost mereu profund emoționat de slujbele religioase, a visat o vreme să ajungă preot protestant.
La 13 ani, Rousseau a ajuns ucenic al unui notar mai întâi, apoi al unui gravor care îl bătea. La 15 ani, a fugit din Gevena (pe 14 martie 1728), după ce s-a întors și a găsit porțile orașului închise datorită stării de asediu.
La Savoy a fost primit de un preot romano-catolic, care i-a făcut cunoștință cu Françoise-Louise de Warens, în vârstă de 29 de ani. Ea făcea parte din nobilime, provenea dintr-un mediu protestant și se separase de soțul ei. Era plătită de Regele Piemontului pentru a ajuta la convertirea protestanților la catolicism. Rousseau a fost trimis la Turin, capitala Savoyului pentru a-și desăvârși convertirea, act care a însemnat renunțarea la cetățenia geneveză, deși, mai târziu, se va întoarce la calvinism pentru a o recupera.
Rămas singur, întrucât atât tatăl, cât și unchiul său îl dezmoșteniseră (mai mult sau mai puțin), adolescentul Rousseau s-a întreținut pentru o perioadă ca servitor, secretar și tutore în Italia și în Franța. În acest timp, locuia din când în când cu de Warens, pe care o idolatriza și o numea maman. Măgulită de devotamentul lui, de Warens a încercat să îl introducă într-o profesie, aranjând lecții de pian pentru el.
Când Rousseau a împlinit 20 de ani, a devenit iubitul lui de Warens, în timp ce ea întreținea relații și cu administratorul casei ei. Aspectul sexual al relației l-a derutat pe Rousseau și l-a făcut să se simtă inconfortabil, însă a considerat-o mereu pe de Warens marea iubire a vieții lui. Fiind o persoană destul de risipitoare în ceea ce priveau banii, ea avea o librărie mare și iubea să se distreze și să asculte muzică. Ea și cercul ei, alcătuit din membri educați ai preoțimii catolice, au fost cei care l-au introdus pe Rousseau în lumea scrisorilor și a ideilor. Rousseau fusese un student indiferent, dar în acea perioadă, marcată de accese de ipohondrie, s-a dedicat studiului filozofiei, matematicii și muzicii. La 25 de ani, a primit o mică moștenire de la mama sa și a folosit o parte pentru a o răsplăti pe de Warens pentru sprijinul financiar pe care i-l acordase. La 27 de ani, s-a angajat ca tutore la Lyon.
1742 - Rousseau ajunge la Paris, unde prezintă Academiei franceze un sistem numeric de notație muzicală, care este respins.
1743 - Devine secretarul ambasadorului Franței în Republica Veneția.
1745 - Rousseau o întâlnește, la un hotel din Paris, unde aceasta lucra ca menajeră, pe Thérèse Levasseur, cu care va rămâne până la moarte.
1746 - Se naște primul dintre cei cinci copii ai lui Rousseau. Toți au fost dați la orfelinat.
1749 - Îl întâlnește pe Diderot, cu care se împrietenește. Începe să contribuie la Encyclopédie. Află despre un concurs al Academiei din Dijon și se decide să participe cu un eseu despre consecințele nefaste ale progresului artelor și ale științelor asupra moravurilor publice.
1750 - Câștigă premiul Academiei din Dijon și ajunge faimos.
1752 - Compune opera „Ghicitorul satului”.
1754 - Se întoarce la Geneva, unde redobândește cetățenia și reintră în comunitatea calvinistă.
1755 - Academia din Dijon refuză să îi premieze un al doilea eseu despre originea inegalității.
1759 - Enciclopedia este formal interzisă. Relațiile lui Rousseau cu ceilalți enciclopediști se deteriorează.
1761 - Publică Iulia sau Noua Eloiză, un roman epistolar, care va avea un succes extraordinar.
1762 - Apar două dintre cele mai importante cărți ale lui Rousseau: Despre contractul social și Emile, un roman pedagogic. Scrie un proiect pentru o Constituție a insulei Corsica. În urma criticilor vehemente la adresa celor două cărți, care au culminat cu interzicerea lor în Franța și la Geneva, Rousseau e nevoit să fugă.
1766 - Ajunge în Anglia, la invitația lui David Hume. Rousseau începe să dea semne de instabilitate mentală. Are senzația că Hume este parte a unei conspirații care vizează uciderea lui.
1767 - Se întoarce în Franța, sub un nume fals. Oficial, nu i se permite intrarea în regat decât în anul 1770, după intervenția unor prieteni pe lângă Rege.
1771 - Întors la Paris, Rousseau începe să organizeze lecturi private ale Confesiunilor. Scandalizată, Madam d'Epinay intervine, cu succes, la poliție, ca lecturile respective să fie interzise.
1772 - Scrie Considerații despre guvernarea Poloniei.
1776 - Starea sănătății lui se înrăutățește continuu, iar relațiile cu prietenii sunt afectate. Începe să scrie texte obsesive, prin care îi acuză pe alții și se justifică pe sine: Rousseau, judecător al lui Jean-Jacques și Revenile – plimbăreț singuratic.
2 iulie 1778 - Moare la Ermenonville, pe domeniul marchizului de Giradin, care îl invitase să stea la el. Este înmormântat pe o insulă artificială de pe lacul domeniului. În 1794, osemintele lui au fost duse la Pantheon, unde se odihnesc și astăzi.

## Religie
Rousseau a menținut o profesie a acestei filosofii religioase și a lui Jean Calvin ca om de drept modern pe tot restul vieții sale.  Opiniile sale despre religie prezentate în lucrările sale de filozofie pot totuși să lovească pe unii ca fiind discordanți cu doctrinele catolicismului și ale calvinismului.
Deși a lăudat Biblia, a fost dezgustat de creștinismul din ziua sa. Afirmarea lui în Contractul Social că adevărații adepți ai lui Isus nu ar face cetățeni buni ar fi putut fi un alt motiv pentru condamnarea lui Rousseau la Geneva.
În secolul al XVIII-lea a privit pe Dumnezeu doar ca un creator abstract și impersonal al universului, pe care ei îl asemănau cu o mașină uriașă. Riscul lui Deis diferă de tipul obișnuit în intensitatea sa emoțională. El a văzut prezența lui Dumnezeu în creația sa, inclusiv omenirea, care pe lângă influența dăunătoare a societății este bună pentru că Dumnezeu este bun. Rousseau atribuind o valoare spirituală frumuseții naturii anticipează atitudinile romantismului din secolul al XIX-lea față de natură și religie.
Rousseau era supărat că viziunile lui deiste erau atât de condamnate, în timp ce filosofii mai atei au fost ignorați. El s-a apărat împotriva criticilor viziunilor sale religioase în „Scrisoarea către Christophe de Beaumont, Arhiepiscopul de Paris, în care insistă asupra faptului că libertatea de a discuta în chestiuni religioase este în esență mai religioasă decât încercarea de a impune convingerea prin forță”.

## Operă

### Studii, lucrări de sinteză - filozofice, sociale, literare și de artă
- Discurs asupra științelor și artelor - (1750) - (Premiul Academiei din Dijon)
- Discurs asupra originii și fundamentelor inegalității dintre oameni - (1755)
- Scrisoare către D'Alembert asupra spectacolelor - (1758)
- Contractul social - (1762)
- Considerațiuni asupra orânduirii din Polonia - (1772)
- Scrisoare despre muzica franceză
- Discurs despre economia politică (1755)

### Romane
- Émile sau despre educație (roman pedagogic) - (1762)
- Iulia sau noua Eloiză (roman epistolar) - (1761)

### Opere - libret și muzică
- Muzele galante - (1745)
- Ghicitorul satului - (1752)

### Pagini confesive
- Rousseau, judecător al lui Jean Jacques - (1776)
- Jean-Jacques Rousseau, traducere și prefață Pericle Martinescu, Confesiuni, București, Editura pentru literatură, 1969, 3 vol.
- Visările unui hoinar singuratic - postum - (1782)

## Filosofie

### Teoria naturii umane
Primul om care a îngrădit o bucată de pământ, ce s-a gândit să-și spună: „Acesta este al meu!” și a găsit oameni destul de stupizi ca să-l creadă, a fost adevaratul fondator al societății civile. De la câte crime, războaie și ucideri, de la câte orori și nenorociri nu ar fi putut cineva să salveze omenirea, dacă ar fi tras țărusul, sau ar fi umplut șanțul, strigând către semenii săi: „Feriți-vă de-a asculta de acest impostor; sunteți pierduți dacă uitați o singură dată că fructele sunt ale tuturor și pământul nu aparține nimănui. ”'' - Rousseau 1754
Rousseau l-a criticat Hobbes pentru afirmația precum că '' omul in starea  naturală... nu are nici o idee despre bunătate, el trebuie să fie în mod natural cel rău, că el este vicios, deoarece el nu știe virtute".
Dimpotrivă, Rousseau susține că „morala necoruptă” predomină în „starea de natură” și a lăudat admirabila moderare a Caraibenilor în care își exprimă dorința sexuală, în ciuda faptului că ei trăiesc într-un climat cald, ce „întotdeauna pare să inflameze pasiunile.”
Rousseau a afirmat că stadiul de dezvoltare a omului, asociat cu ceea ce el a numit „sălbatici” a fost cel mai bun sau optim în dezvoltarea umană, între extreme mai puțin decât optime ale animalelor brute, pe de o parte și, de extremă a civilizației decadente pe de altă parte. "... Nimic nu este atât de blând precum omul în starea sa primitivă, atunci cand este plasat de natură la o distanță egală de prostia brutelor.
Rousseau scrie despre stadiul de dezvoltare umană asociat cu salbaticii urmatoarele: ''Cu toate că oamenii au devenit mai puțin îngăduitori, și cu toate că mila naturală a suferit deja unele modificări, această perioadă a dezvoltării facultăților umane, menținând o poziție de mijloc între indolența statului nostru primitiv și activitatea capricioasă a egocentrismului nostru, trebuie să fi fost cea mai fericita și mai durabilă epocă.Cu cât mai mult reflectăm asupra ei, cu atât mai mult se constată că această stare a fost câtuși de puțin subiectul celei mai bune răsturnări pentru om. (...) Starea de salbaticie, pare să confirme că rasa umană a fost făcută să rămână în ea întotdeauna; că această stare este o adevărată tinerețe a lumii; și că toate progresele ulterioare au fost în aparență, atât de mulți pași spre perfecțiunea individului, dar, de fapt, spre decăderea speciei.”
Adoptând credința că toate degenerează în mâinile oamenilor, Rousseau a învățat că oamenii ar fi liberi, înțelepti, și buni în starea naturala și, că instinctul și emoțiile, atunci când nu sunt distorsionate de limitările nenaturale ale civilizației, sunt vocile și instrucțiunile naturii la viață bună. ''Sălbaticul nobil'' al lui Rousseau, stă în opoziție directă cu omul de cultură.

### Stagiile dezvoltării umane
Rousseau credea că etapa sălbatică nu a fost prima etapă a dezvoltării umane, ci a treia etapă. Rousseau a considerat că această a treia etapă sălbatica de dezvoltare a societății umane a fost un optim între extremele stării animalelor brute și a animalului ca "maimuță-bărbat", pe de o parte și, de extremă a vieții civilizate decadente pe de altă parte. Acest lucru i-a condus pe unii critici să-i atribuie lui Rousseau inventia ideii de sălbatic nobil, referitor la care, Arthur Lovejoy, s-a arătat în mod concludent denaturat de gândirea lui Rousseau.
Expresia „sălbatic nobil” a fost folosita pentru prima dată în 1672 de poetul britanic John Dryden în jocul lui Cucerirea Granadei.
Rousseau a scris că moralitatea nu a fost un construct social, ci mai degrabă „natural”, în sensul de „înnăscut”, un rod din antipatia instinctivă a omului de a asista la suferință, de unde apar emoțiile de compasiune sau de empatie. Aceste sentimente au fost împărtășite cu animalele a căror existență chiar Hobbes a recunoscut-o.
Contrar cu ceea ce mulți detractori au revendicat, Rousseau niciodată n-a sugerat că oamenii în starea naturală acționează moral; de fapt, termeni precum „dreptate” sau „răutate” sunt inaplicabili societății prepolitice precum a înteles Rousseau.
Moralitatea propriu-zisă, adică, auto-constrăngerea, se poate dezvolta numai prin educație atentă într-un stat civil.
Oamenii, într-o „stare naturală” pot acționa cu toată ferociatea unui animal. Ei sunt buni numai în sensul negativ, în masura în care aceștia sunt auto-suficenți și, prin urmare nu sunt supuși viciilor societății politice. De fapt, omul natural al lui Rousseau este realmente identic cu un cimpanzeu solitar sau cu un urangutan.
Deterioraționist, Rousseau, a propus, cu excepția că, poate pentru câteva momente de echilibru, la început sau, aproape de început, când o relativă egalitate între oameni predomina, civilizația umană a fost dintotdeauna artificială, creând inegalități, invidii și dorințe nenaturale.
Ideile lui Rousseau de dezvoltare a omului au fost extrem interconectate cu forme de meditație.
Potrivit lui Rousseau, acestea au fost dezvoltate prin perfectibilitatea înnascută a omenirii, incluzând judecăți de sine, moralitate, milă și imaginație. Scrierile lui sunt în mod intenționat ambigui în ceea ce privesc formarea acestor procese de la punctul în care, meditația, devine o parte intrinsecă în dezvoltarea umanitatii.
În filosofia lui Rousseau, influența negativă a societății asupra oamenilor se concentrează pe transformarea iubirii de sine, o iubire de sine pozitivă în mândrie.
Iubirea de sine reprezintă dorința instinctivă a omului de auto-conservare, combinată cu puterea rațiunii umane.
În contrast, iubirea proprie e artificială și, încurajează omul să se compare pe sine cu alții, ceea ce creează o teama nejustificată ce oferă plăcere din durerea altor persoane. Rousseau nu a fost singurul ce a făcut această distincție, Vauvenargues fiind printre ei.
În Discurs asupra științelor și a artelor, Rousseau susține că artele și științele nu au beneficiat de pe urma bunătății oamenilor, pentru că ele nu au aparut din nevoile autentice ale omului ci, ca rezultat al mândriei și orgoliului. Rousseau este de părere că progresul cunoașterii a creat guverne mai puternice și a zdrobit libertatea individuală.
Spre deosebire de opinia optimistă a altor figuri al iluminismului, pentru Rousseau, progresul a fost potrivnic bunăstării umanității, excepție făcând cazul în care se poate contracara prin cultivarea moralității civice și datorie.